# 우진아이엔에스
우진아이엔에스(Woojin I&S Co. Ltd.)는 대한민국의 기계설비 제작 및 시공 기업이다. 본사는 서울특별시 서초구 방배로 166 한승빌딩 3층에 위치해 있으며 대표이사는 홍경모이다.

## 사업
기계 설비 공사, 소방 설비 공사, 철물 공사, 위생 냉난방 공사 등을 영위하며 2023년 롯데건설과 197.89억원 규모 공급계약을 체결한 바 있다

## 참고문헌
1. ↑  우진아이엔에스, 81억 규모 주상복합 건축 설비 공사 수주, 한국경제, 2023.11.22
2. ↑  우진아이엔에스, 롯데건설주식회사와 197억원 규모 공급계약 체결, 인포스톡데일리, 2023.09.15